# Flood
Flood is een muziekalbum van de Brit Roger Eno. Het is een muzikale samenvatting van de muziek die hij gecomponeerd /samengesteld had voor het Salthouse Art Festival in Noord Norfolk (Groot-Brittannië). De muziek werd daar aselect afgespeeld door middel van vier verschillende cd’s. Om deze situatie te kunnen overbrengen op de "thuiscd" moest Eno een trucage toepassen. De muziek bestaat uit 20 secties. Deze secties werden genummerd en verbonden aan evenveel sixpence-muntstukken (nu buiten gebruik). Deze werden door elkaar geschud en toen weer opgestapeld. Eno begon boven aan en de muziek gekoppeld aan de eerste munt is de eerste sectie. Eno heeft daarbij geen correctie achteraf aangebracht, zegt hij zelf; dat lijkt de kloppen, sommige fragmenten sluiten niet bij elkaar aan.

## Musici
- Roger Eno – alle instrumenten en geluidseffecten

## Composities
1. Flood